# Alfred Trescat
Alfred Trescat, né le 16 décembre 1846 à Lorient et mort dans la même ville le 19 juillet 1908, est un historien français et dessinateur de la Marine.

## Biographie
Alfred Trescat est renommé comme auteur d'un travail de superposition des rues de Lorient en 1900 à celles de 1720, et sur lequel toute l'histoire locale, civile et maritime est racontée.

## Cartes de Lorient
Deux cartes d'Alfred Trescat peuvent être visualisées :
- un document de juillet 1903, imprimé et mis en couleur, qui superpose le plan de 1703 et celui de 1903, et comporte dans sa partie inférieure un dessin du port de Lorient et un graphique des naissances, mariages et décès à Lorient de 1666 à 1701[2] ;
- un plan de la ville non daté, mais qui remonte vraisemblablement à la fin du XIXe siècle. Le quartier de la Nouvelle Ville est construit, mais les fortifications sont encore en place et le plan ne fait apparaître aucune voie de tramway[3].

## Hommage
Une rue porte son nom à Lorient, la rue Alfred Trescat.